# Linia kolejowa nr 903
Linia kolejowa nr 903 – drugorzędna, głównie jednotorowa, zelektryfikowana linia kolejowa, łącząca posterunek odgałęźny Warszawa Podskarbińska ze stacją techniczną Warszawa Grochów. Linia obejmuje tory 3G i 5G w obrębie wyżej wymienionej stacji.